# Xanthanomis
Xanthanomis é um gênero de traça pertencente à família Arctiidae.

## Espécies
O Sistema Global de Informação sobre Biodiversidade lista cinco espécies atualmente reconhecidas:
- Xanthanomis aurantiaca Hampson, 1926
- Xanthanomis fuscifrons (Walker, 1863)
- Xanthanomis lilacea Bethune-Baker, 1906
- Xanthanomis vomeroi Holloway & Zilli, 2005
- Xanthanomis xanthina Holloway & Zilli, 2005